# Prochiron auctum
Das Prochiron auctum (= „erweitertes [Rechts-]Handbuch“) ist ein spätbyzantinisches Rechtsbuch.
Der in 40 Titel und 32 bzw. 33 Paratitla (= Zusatztitel) eingeteilten Sammlung vorwiegend weltlichen Rechts liegt der Procheiros nomos zugrunde, dessen Text – einschließlich der Titelfolge – im Wesentlichen beibehalten, aber durch Entlehnungen aus mehreren anderen Rechtsquellen, etwa der Ekloge ton nomon, der Eisagoge tu nomu und den Basiliken, erweitert wurde. Das Prochiron auctum ist in etwa einem Dutzend vollständiger Handschriften überliefert und scheint – wie das Syntagma kata stoicheion und die Hexabiblos – im Zusammenhang mit der Justizreform des byzantinischen Kaisers Andronikos III. von 1329 bzw. 1334 entstanden zu sein. Auftraggeber oder gar Kompilator des Werkes dürfte Gregorios Kleidas gewesen sein. Eine im Cod. Meteor. Ἁγίου Στεφάνου 5 enthaltene Version könnte eine „Vorstufe“ des Rechtsbuchs darstellen.

## Edition
- Karl Eduard Zachariae von Lingenthal: Jus Graeco-Romanum. Bd. VI, Leipzig 1870. (Neudruck in: Ioannis Zepos, Panagiotis Zepos: Jus Graecoromanum, Athen 1931 [Neudruck Aalen 1962], Bd. VII, S. 5–361).